# 沉淀二氧化硅

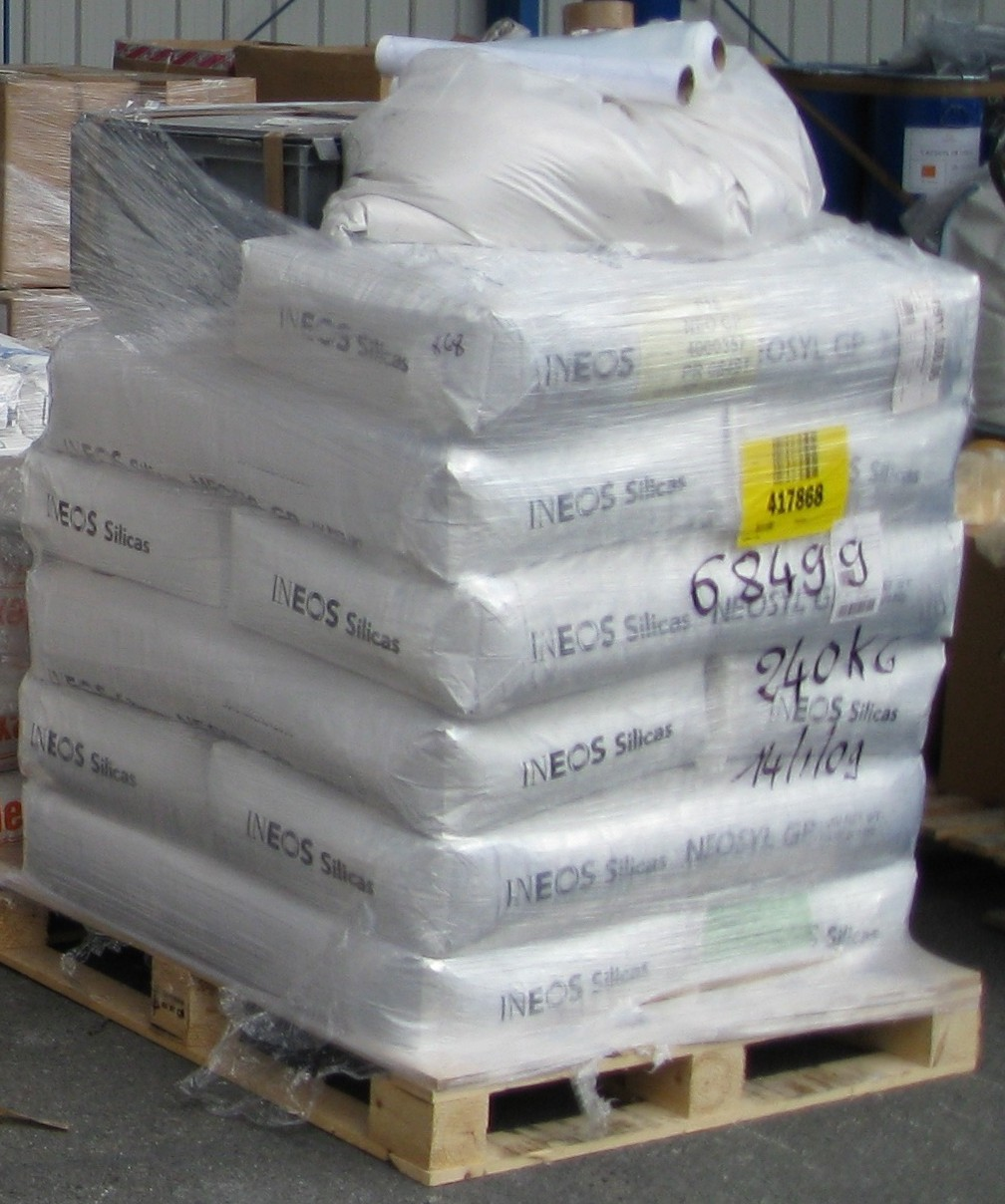
袋装沉淀无定形二氧化硅，用作配方中的增强填料。

沉淀二氧化硅是一种无定形的二氧化硅形式，通常呈白色粉末状。它通过从含有硅酸盐的溶液中沉淀生成。
无定形二氧化硅主要分为三类：热解二氧化硅、沉淀二氧化硅和硅胶。其中，沉淀二氧化硅在商业上具有重要意义。1999年，全球生产量超过一百万吨，其中一半用于轮胎和鞋底。
与热解二氧化硅类似，沉淀二氧化硅本质上是无微孔的（除非采用史托伯法生产）。

## 生产
沉淀二氧化硅的生产始于将含有矽酸鹽的碱性溶液与无机酸反应。将硫酸和硅酸钠溶液同时加入水中，并进行搅拌。沉淀过程可以在酸性或碱性条件下进行。搅拌方式、沉淀时间、反应物的添加速率、温度、浓度和pH值等因素可以影响最终产品的性质。为了避免形成凝胶阶段，通常在高温下进行搅拌。生产过程中，得到的白色沉淀物需经过过滤、洗涤和干燥，以去除生成的盐类。
Na2(SiO2)7 + H2SO4 + O →7 SiO2 + Na2SO4 + H2O
Na2SiO3 + H2SO4 → SiO2 + Na2SO4 + H2O

## 特性
沉淀二氧化硅的颗粒呈多孔结构。其主要颗粒的直径通常为5-100 nm，比表面积为5–100 m2/g。团聚体的大小为1-40微米，平均孔径大于30纳米。密度为1.9 - 2.1 g/cm3。

## 应用
- 在橡胶和塑料中作为填料、塑化劑和性能改善剂
- 在牙膏中作为清洁、增稠剂和抛光剂，用于口腔保健
- 在食品加工和制药中作为抗結劑、增稠剂和吸附剂，将液体转化为粉末
- 食品流变改性剂
- 消泡剂

## 相关
- 胶体二氧化硅
- 气相二氧化硅
- 硅胶